# Кропивинський
Кропи́винський (рос. Крапивинский) — селище міського типу, центр Кропивинського округу Кемеровської області, Росія.

## Населення
Населення — 7450 осіб (2010; 8110 у 2002).